# نهر أودوليت

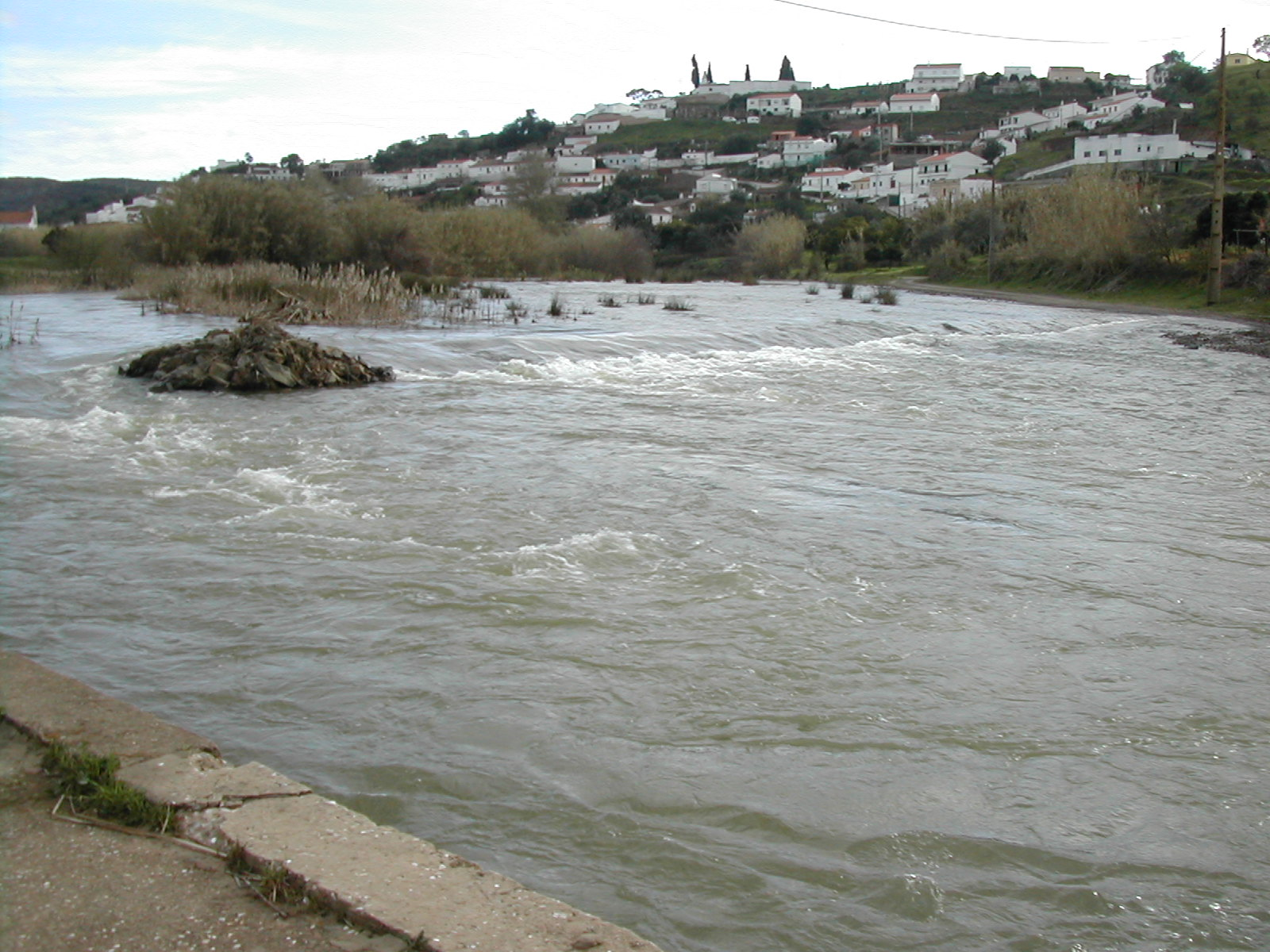
نهر اودوليت عن قرب، والذي يُعرف باسم نهر التنين الأزرق

نهر أودوليت (بالبرتغالية: Ribeira de Odeleite‏) نهرٌ يقع في منطقة الغرب (البرتغال) في البرتغال، و يُسمّى بنهر التنين الأزرق، و ذلك لعمق لونه و شكله الملتوي الشبيه بشكل التنين